# Бражники (Нововодолажский район)
Бражники (укр. Бражники) — село, 
Сосоновский сельский совет,
Нововодолажский район,
Харьковская область.
Код КОАТУУ — 6324284702. Население по переписи 2001 года составляет 147 (65/82 м/ж) человек.

## Географическое положение
Село Бражники находится на расстоянии в 1,5 км от реки Ольховатка.
По селу протекает безымянная река, выше по течению которой примыкает село Княжное,
ниже по течению примыкает село Новоселовка.
На расстоянии в 1 км находится село Сосоновка.
В 3-х км находится железнодорожная станция Кварцевый.